# Herrgården i Klacka-Lerberg
Herrgården i Klacka-Lerberg är en bergsmansgård i Klacka–Lerbergs gruvpark i Nora kommun.
I Klacka-Lerberg har järnmalm brutits sedan 1300-talet. Klacka och Lerbergs grufvebolag bildades 1859, från 1903 organiserat under den gemensamma förvaltningen Nora bergslags gemensamma grufveförvaltning. Brytningen upphörde 1932. Kvar i Klacka-Lerbergs gruvpark finns idag ett 30-tal gruvhål, ett tiotal skärpningar (mindre provbrytningar), åtta malmtorg samt ett antal skrotstenshögar.
Herrgården i Klacka Lerberg användes 1914–1932 av Bergshögskolan för praktikarbete sommartid.
Utanför herrgården finns två minnesstenar resta. Den ena är en två meter hög och en meter bred minnessten av kalksten med en platta av gjutjärn. Den har inskriften:
"ÅR 1768 besökte Swea-rikes kronprins Nora bergslag bewandrande Stora Lerbergs järngruvan besåg bergsmannens arbete muntrade hans sinne Gustaf war då fäderneslandets hopp men hade länge varit dess sällhet när denna sten restes af Erik Bergenskiöld bergmästare år 1787".
Minnesstenen påminner om ett besök av den blivande kung Gustav III 1768. I samband med besöket lät han rista sina initialer och datumet nere i det efter honom döpta Prins Gustavs schakt. En minnessten över hans besök restes vid Karls schakt, men flyttades senare till Bergshögskolans sommarhus på grund av rasrisk.
Den andra är en två meter hög och 1,2 meter bred minnessten med en på stenen fäst minnesplatta med inskriften:
"Bergshögskolans elever har här under åren 1914-1932 under professors ledning utövat praktiska studier och tillbragt muntra stunder."
Över denna plats med inskription finns en järnsymbol med hammare, fackla och stångjärnsbunt. På stenens sidor är sex två decimeter höga järnfigurer fästade. 